# 伊藤亜由子
伊藤 亜由子（いとう あゆこ、1986年9月29日 - ）は、静岡県浜松市出身のショートトラックスピードスケートの日本代表選手。浜松市立与進中学校－浜松工業高等学校－トヨタ自動車。身長160cm。
高校2年で世界選手権に出場したが、2006年トリノオリンピックはけがなどで代表を落選している。
2008年の全日本ショートトラックスピードスケート選手権大会で総合優勝。
2009年12月の全日本選手権で総合2位となり、バンクーバーオリンピックへの出場を決めた。
バンクーバーオリンピックでは1000m18位、3000mリレーでは7位となった。
2014年ソチオリンピックにも出場。1500mで2014年2月15日の準決勝まで進むも、そこで7位となり決勝には進めなかった。